# L'Amour pédagogique
L'Amour pédagogique (Grade School Confidential) est le 19e épisode de la saison 8 de la série télévisée d'animation Les Simpson.

## Synopsis
Martin Prince a invité sa classe et ses enseignants à fêter son anniversaire chez lui. Lors de la fête, tous les enfants, sauf Bart et Lisa, tombent malades à cause d'huîtres avariées. Bart surprend alors Edna Krapabelle embrasser le proviseur Skinner. Pour garder leur relation secrète, ils lui proposent un marché, qu'il accepte. Mais bien vite, ce secret est trop pesant pour lui et il le fait découvrir à toute l'école. Edna et Seymour sont licenciés, mais, conseillés par Bart, ils se bouclent dans l'école et n'en sortiront que si leur emploi leur est rendu…